# Magaly Caram
Magaly Caram (San Pedro de Macorís) es una socióloga, filántropa y escritora dominicana, defensora de los derechos sexuales y reproductivos de la mujer. Es directora ejecutiva de la Asociación Dominicana Pro Bienestar de la Familia (Profamilia). Co-fundadora y expresidenta de Mujeres en Desarrollo, del Centro de Organizaciones de Interés Social y de Alianza de ONGs, así como del Instituto Nacional de la Salud, miembro ante el Consejo Nacional de Salud, donde ocupó el cargo de representante de las organizaciones no gubernamentales.

## Trayectoria
Caram proviene de una familia de inmigrantes libaneses, cristianos maronitas, que emigraron durante la dominación del imperio otomano y se establecieron en la isla La Española. Sus años de infancia estuvieron marcados por una nana proveniente de St. Kitts que le enseñó los valores, costumbres y cultura cocola.
Estudió Sociología en la Universidad Autónoma de Santo Domingo (UASD). Inició su labor en Profamilia a principio de los años 70, desempeñándose como directora ejecutiva desde 1979, enfocando su trabajo en impulsar el ejercicio del derecho humano de la mujer y de la pareja a la planificación de la familia, desarrollando en el país la investigación sociodemográfica, la educación sexual y la salud reproductiva comunitaria.
Su labor social trascendió los límites institucionales de Profamilia por su participación en otras instituciones con puestos importantes. Es co-fundadora y expresidenta de Mujeres en Desarrollo, del Centro de Organizaciones de Interés Social y de Alianza de ONGs, así como del Instituto Nacional de la Salud. Además, se ha desempeñado como miembro ante el Consejo Nacional de Salud, donde ha ocupado el cargo de representante de las organizaciones no gubernamentales.
Es autora de más 120 artículos y ensayos sobre la mujer, población y desarrollo y sexualidad.

## Reconocimientos
- Por sus aportes en favor de la mujer, ha recibido varias distinciones, entre las que se encuentra la más alta condecoración que concede el Gobierno dominicano, la Orden del Mérito de Duarte, Sánchez y Mella en el Grado de Caballero, otorgada por el presidente de la República en 1991.

- En 2017 Caram fue condecorada por la República de Francia como Oficial de la Orden Nacional del Mérito en favor de la mujer y la familia en República Dominicana.[6]
- Ese mismo año, en razón de conmemorarse el Día Internacional de la Mujer, el gobierno dominicano la reconoció, junto a otras mujeres dominicanas, con la medalla al mérito por sus aportes a la educación sexual y los derechos reproductivos de la mujer.[5]